# Di truyền học bảo tồn
Di truyền học bảo tồn (Conservation genetics) là một lĩnh vực nghiên cứu chuyên sâu mang tính liên ngành của di truyền học quần thể nhằm mục đích tìm hiểu cơ chế, động lực học (dynamics) của các gen trong quần thể về cơ bản để đề ra các biện pháp tránh nguy cơ tuyệt chủng. Do đó, lĩnh vực khoa học di truyền này đã áp dụng các phương pháp di truyền để bảo tồn và phục hồi sự đa dạng sinh học. Các nhà nghiên cứu liên quan đến di truyền học bảo tồn đến từ nhiều lĩnh vực khác nhau bao gồm di truyền học quần thể, sinh thái học phân tử, sinh học, sinh học tiến hóa và hệ thống hóa sinh học. Trong đó, đa dạng di truyền là một trong ba cấp độ cơ bản của đa dạng sinh học, do đó, nó trực tiếp quan trọng trong công tác bảo tồn. Sự biến đổi di truyền ảnh hưởng đến cả sức sinh tồn và sự tồn tại lâu dài của quần thể vì đa dạng di truyền giảm có liên quan đến việc suy giảm sức sống, chẳng hạn như tỷ lệ tử vong ở con non cao, giảm tốc độ tăng trưởng của quần thể, suy giảm khả năng miễn dịch, và cuối cùng là dẫn đến nguy cơ tuyệt chủng cao hơn. 

## Đại cương
Đa dạng di truyền là sự biến đổi của các gen trong một loài. Một số phương tiện có thể thể hiện mức độ đa dạng di truyền: dị hợp tử quan sát được, dị hợp tử mong đợi, số lượng alen trung bình trên mỗi locus, hoặc tỷ lệ locus đa hình. Sự đa dạng di truyền quyết định khả năng tiềm tàng của một quần thể và cuối cùng là khả năng tồn tại lâu dài của quần thể, bởi vì các gen mã hóa thông tin kiểu hình. Nguy cơ tuyệt chủng có liên quan đến đa dạng di truyền thấp và một số nhà nghiên cứu đã ghi nhận tình trạng giảm sức sống ở các quần thể có đa dạng di truyền thấp. Ví dụ, tính dị hình thấp có liên quan đến khả năng sống sót của con non thấp, tăng trưởng quần thể giảm, kích thước cơ thể thấp và giảm tuổi thọ trưởng thành Dị hợp tử, một phép đo cơ bản về đa dạng di truyền trong di truyền quần thể, đóng một vai trò quan trọng trong việc xác định cơ hội của một quần thể sống sót sau những sự thay đổi của môi trường, các mầm bệnh mới chưa từng gặp trước đây, cũng như thể trạng trung bình của quần thể qua các thế hệ kế tiếp. Tính dị hợp tử cũng có mối liên hệ sâu sắc, trong lý thuyết di truyền quần thể, với kích thước quần thể (bản thân lý thuyết này rõ ràng có tầm quan trọng cơ bản đối với việc bảo tồn). Các tác nhân dự kiến góp phần vào sự tuyệt chủng:
- Suy nhược do giao phối cận huyết và cận huyết thống[8][9]
- Sự tích tụ của các đột biến có hại[10]
- Sự giảm tần số dị hợp tử trong quần thể, hoặc dị hợp tử, làm giảm khả năng tiến hóa của loài để đối phó với sự thay đổi của môi trường
- Thoái hóa giống
- Các quần thể bị phân mảnh môi trường sống[11][12][13]
- Sự không chắc chắn về phân loại, có thể dẫn đến việc định hướng lại các nỗ lực bảo tồn[14]
- Sự trôi dạt di truyền như là quá trình tiến hóa chính, thay vì chọn lọc tự nhiên
- Các đơn vị quản lý trong các loài
- Xu hướng lai tạp với các loài Allochthonous (hỗn chủng), với sự thay thế dần dần của các loài đặc hữu ban đầu.

Những kỹ thuật này có ứng dụng rộng rãi. Một ứng dụng của các kỹ thuật phân tử cụ thể này là xác định các loài và loài phụ của các loài họ hàng cá hồi (Salmonids). Sự lai tạo là một vấn đề đặc biệt quan trọng trong các loài và điều này có ý nghĩa bảo tồn, và còn có ý nghĩa chính trị, xã hội và kinh tế trên phạm vi rộng. Trong phân tích mtDNA và alloenzyme của dự án nghiên cứu Cutthroat Trout (nghiên cứu trên loài cá hồi Oncorhynchus clarki), sự lai tạo giữa các loài bản địa và phi bản địa đã được chứng minh là một trong những yếu tố chính góp phần làm suy giảm quần thể của chúng. Điều này dẫn đến những nỗ lực loại bỏ một số quần thể lai tạp để các quần thể bản địa có thể sinh sản dễ dàng hơn. Những trường hợp như thế này ảnh hưởng đến mọi thứ, từ nền kinh tế của ngư dân địa phương đến các công ty lớn hơn. Các kỹ thuật phân tử cụ thể đã dẫn đến việc phân tích chặt chẽ hơn các mối quan hệ phân loại, đây là một yếu tố có thể dẫn đến sự tuyệt chủng nếu không rõ ràng.